# Дебеславці
Дебеславці — село в Україні, у Матеївецькій сільській громаді, Коломийського району, Івано-Франківської області. Населення становить 846 осіб.

## Географія
Дебеславці — село, центр сільської ради. Розташоване за 18 км від районного центру, за 6 км від залізничної станції Матеївці. Сільраді підпорядковані населені пункти Ганнів, Залуччя та Липники.
Село розташоване в передгір'ї Карпат та з півдня межує із Цуцулином і Трачем. З півночі Дебеславці омиває річка Прут. У селі тече річка Цуцулин, права притока Пруту.

## Історія
Вперше в історичних джерелах Дебеславці згадують 1419 року (Роман Процак, "Топоніміка населених пунктів Прикарпаття").
Згадується село і в записі від 8 вересня 1461 року в книгах галицького суду. У податковому реєстрі 1515 року документується відсутність сплати податків у селі.
Під час національно-визвольної війни українського народу 1648—1657 pp. селяни Дебеславців разом з козаками під час повстання під проводом Семена Височана оволоділи місцевим замком, який тоді належав польським магнатам Яблуновським, і зруйнували його.
Однак на території села виявлено багатошарове поселення (культура шнурової кераміки: кінець III ст. — перша половина II ст. до н. е.), а на Липниках — 10 поховань культури карпатських курганів (кінець ІІ — початок V ст. до н. е.). У 1969 році у Дебеславцях виявлено й обстежено археологами залізоплавильну піч, а у 1987 році в урочищі Лисак на Замковій горі знайдено поселення трипільської культури (кінець V ст. — третя чверть V ст. до н. е.) та періоду Давньої Русі (XII—XIII ст.).
Відомо, що уже 1680 році у Дебеславцях, в урочищі Попів Горб, була церква. Є грамота за 1743 рік на право служіння. Науковці Прикарпатського університету після досліджень припускають, що на руїнах давнього замку міг бути монастир Покрови Пресвятої Богородиці. Після того, як велика вода річки Прут розділила населені пункти Матеївці і Залуччя, повінь затопила і церкву в Дебеславцях. Мешканці села перебралися на Замкову Гору, де була монастирська церква. Згодом там спорудили нову церкву, яку 1865 року освячено як храм Святого Миколая. Є думка, що насправді храм збудовано більш як 300 років тому.
Дебеславці відомі тим, що на Замковій горі неподалік церкви, 1 травня 1967 року, у день Воскресіння Господнього, з'явився синьо-жовтий прапор. Тракториста Степана Ткача (1937—28.07.1968) заарештували нібито за це і тортурами вибили потрібні зізнання. Пообіцяли, що скоро відпустять, і він, щоб припинити нестерпні муки, наговорив на себе. За це отримав два з половиною роки у концтаборах Мордовії, де помер 28 липня 1968 року за нез'ясованих обставин.
Вдруге за часи комуністичного панування синьо-жовтий прапор було встановлено на церковному подвір'ї 19 грудня 1974 р. Прапор встановлювали Василь Мельничук ("Борман") і Михайло Слободян, уродженець села Дебеславці, який створив у селі Трач підпільну організацію "Національно-демократичний визвольний союз "Гомін". За це каральні органи КДБ прирекли Михайла на 11,5 років суворого режиму у таборах ГУЛАГу. 

## Соціальна сфера
- Школа[3][4]

## Відомі люди
Народилися
- Якимович Гнат — український письменник-драматург, священик.
- Голубка Іван Васильович (1996—2023) — молодший сержант Збройних сил України, учасник російсько-української війни, Герой України (посмертно).